# Шепсескара
Шепсескара — давньоєгипетський фараон з V династії.

## Життєпис
Ім'я Шепсескари збереглось у Саккарському списку фараонів; там він розміщений між Неферірікарою та Хаїнеферрою (Неферефра). Абідоський список взагалі не згадує його. Імовірно, саме його Манефон називав Сісіресом та казав, що той правив 7 років.
Туринський царський папірус також надає Шепсескарі 7 років правління. Щоправда, в Туринському папірусі його ім'я не збереглось, а відома тільки кількість років його правління. Однак, виходячи з невеликої кількості написів, що залишились від правління царя, та незавершеної піраміди, складається враження, що його правління навряд чи могло перевищувати 1 рік.
Печатки з його горовим іменем Гор Сехем-хау були виявлені 1982 року у найстарішій частині храму Неферефри, який не було добудовано за життя останнього. З цього випливає, що Шепсескара міг правити й після Неферефри, причому послідовність фараонів була сплутана надалі, в період династичної плутанини.
У своїй стелі вельможа V династії Кхау-Птах перелічив безперервну чергу фараонів, яким він слугував: Сахура, Неферірікара, Неферефра та Ніусерра. Таким чином, Шепсескара взагалі не згадується, що також наводить на думку, що він у пізніших списках був поставлений не на своє місце або, принаймні, правив так мало, що навіть не був удостоєний згадок своїх сучасників.

### Піраміда Шепсескари

План Абусіра

Шепсескарі приписують незавершену (а, точніше, тільки розпочату) піраміду на північ від усипальниці Сахури. Жодних даних, які б підтвердили цей факт, не існує. Ту ж піраміду деякі історики приписують і Менкаухору, ще одному фараону V династії, піраміда якого також не ідентифікована. Роботи зі зведення піраміди були перервані буквально за один чи два місяці після початку. Фактично, було просто вирівняно місце під піраміду, а викопування шахти для будівництва підземних поховальних кімнат лише розпочато. На підставі того, що відповідно до багатьох сучасних тому періоду документів піраміда Менкаухора, імовірно була добудована та, судячи з усього, розташовувалась у Саккарі чи Дахшурі, недобудовану піраміду в Абусірі можна досить упевнено вважати усипальницею Шепсескари.